# Gynoxys
Genre
Classification phylogénétique
Gynoxys est un genre de plantes à fleurs originaire d'Amérique du Sud.

## Quelques espèces
- Gynoxys azuayensis
- Gynoxys chimborazensis
- Gynoxys colanensis
- Gynoxys dielsiana
- Gynoxys laurifolia
- Gynoxys rimbachii